# Џоџи
Џоџи (貞治) је јапанска ера (ненко) Северног двора током првог раздобља Муромачи периода, познатог још и као Нанбокучо период. Настала је после Коан и пре Оан ере. Временски је трајала од септембра 1362. до фебруара 1368. године. Владајући монарх у Кјоту био је цар Го-Когон а у Јужном двору у Јошину Го-Мураками.
У исто време на југу текла је ера Шохеи (1346–1370).

## Важнији догађаји Џоџи ере
- 1362. (Џоџи 1): Ашикага Јошиакира добија контролу над Кјотом.[4]
- 1365. (Џоџи 4): Син цара Го Даигоа, принц Канејоши (познат и као Каненага) добија контролу над острвом Кјушу.[4]
- 1367. (Џоџи 6): Умире Ашикага Мотоуџи.[4] Јошиакира се разбољева и своју позицију шогуна пребацује на сина.[5]
- 1368. (Џоџи 7): Јошиакирин син, Ашикага Јошимицу, постаје трећи шогун Муромачи периода.[6]